# Jean Cronstedt
Jean "Janne" Leopold Cronstedt, född 6 oktober 1932 i Helsingfors, Finland, är en svensk friherre, gymnast och läkare. Han tävlade för Stockholms GF.

## Biografi
Cronstedt föddes i Helsingfors i Finland i en svenskspråkig familj. Då vinterkriget pågick i Finland skickades Cronstedt och hans två bröder i januari 1940 till Sverige som krigsbarn. Sommaren 1945 återvände han till Finland och började på Tölö Svenska Samskola. Cronstedt började samtidigt med gymnastik i Helsingfors Gymnastikklubb. Efter studentexamen 1951 fick han stipendium till Pennsylvania State University i USA. Vid sidan om sina studier fortsatte Cronstedt med gymnastiken och vann åren 1952–1954 nio individuella amerikanska mästerskap (tre AAU-mästerskap och sex NCAA-mästerskap).
Hösten 1954 kom Cronstedt till Sverige för att studera på Karolinska Institutet. Vid Europamästerskapen 1955 tog han tre silver. 1959 blev Cronstedt svensk mästare i artistisk gymnastik. Vid olympiska sommarspelen 1960 i Rom tävlade Cronstedt i åtta grenar. Han slutade på 105:e plats i allroundtävlingen och ingick i Sveriges lag som kom på 14:e plats. År 1960 tog Cronstedt även läkarexamen och arbetade därefter sju år på Danderyds sjukhus. Därefter var Cronstedt fyra år på medicinkliniken vid Universitetssjukhuset i Pretoria i Sydafrika, där han 1971 disputerade på en avhandling om gastroskopi. Han återvände därefter till Sverige och arbetade åren 1971–1979 i Dalarna och Hälsingland innan han flyttade till Skåne för en tjänst som överläkare på medicinkliniken vid Lasarettet Trelleborg för Cronstedt.
Åren 1983–1984 var Cronstedt ordförande i Svensk Gastroenterologisk Förening. Åren 1989–1996 arbetade han som chef för endoskopienheten och sektionen för gastroenterologi vid King Faisal Specialist Hospital and Research Centre i Riyadh i Saudiarabien.
Jean Cronstedt gifte sig 1957 med Gerd Petersson (född 1936) och de har fem barn.